# Ingrija
Ingrija (estonski: Ingeri ili Ingerimaa, ingrijski: Ingermaa, ruski: Ингрия, Ижора ili Ингерманландия, švedski: Ingermanland) povijesna je regija koja se prostire duž južne obale Finskog zaljeva, zapadne obale jezera Ladoga te istočno od rijeke Narve.
Danas se teritorij Ingrije gotovo poklapa s teritorijem Lenjingradskom oblasti.

## Povijest
Rusi su počeli naseljivati Ingriju u 8. i 9. stoljeću. Kasnije je Ingrija došla pod vlast Novgorodske Republike, a od 15. stoljeća pod vlašću je Velike Kneževine Moskve. Švedsko Carstvo anektiralo je Ingriju 1617. nakon Ingrijskog rata i držala je pod svojom kontrolom do 1700., odnosno do Velikog sjevernog rata.

## Vanjske poveznice
- Ingermanland, Encyclopædia Britannica